# 井上道節因碩
（1646年—1719年），日本圍棋棋手，生於美濃大垣，為棋聖道策的大徒弟，本名桑原道節。

## 生平
其早年為本因坊道悅的徒弟，道策繼任後，改師事道策，但是年紀僅差一歲而已，與同門的小川道的、星合八碩、佐山策元、熊谷本碩、吉和道玄(按照排名)合稱「六大天王」(常常不把道玄列入，只稱五大弟子)，除了道節外，各各都是不到二十歲就五六段的天才，其中道節、道的尤是厲害，合稱「坊門雙璧」。
道節實力盡得師傳，彼時天下沒人能受道策先擋的住(都是降到先二)，只有道節可以受先撐住，足見其強。且對六天王外的五位皆是八九成勝率，可惜年紀太大，不免對於小他二十幾歲的這些小師弟們，過於奴視，使得人緣極差，道策乃遲遲不立之為跡目。沒多久，神童道的聞一知十，才十三歲就六段，十四歲竟可與道策分先(兩人曾持黑各一下盤，皆是一目勝)。且道的人品脫俗，謙虛溫和，雖然棋下不贏道節，但是道策仍認為他是坊門希望，認為「道節差我一歲，我死後繼任也做不了多久，何必多此一舉？」，因而立道的為跡目，此時道的才十五歲。
此事對於道節是一大打擊，道節馬上要求要與道的爭碁，就實力而論，道節贏面大，道策大為煩惱；正巧此時道策的弟弟道砂來訪，原來道砂竟無佳徒可立為跡目，想向道策要個道玄或是本碩過繼井上家，沒想正巧坊門雙璧出現裂痕，乾脆獅子大開口把道節要去了，道策自是不反對，於是道節便過繼到井上家。沒想到之後道的英年早逝，彼時道節還沒被立為井上家跡目，被認為道節有可能回坊門搶跡目做，可是道策卻立了佐山策元為跡目，之後策元、道節在御城碁上碰面，在當時被認為是非常緊張的時刻。
策元被立為跡目後，道砂跟著把道節立為跡目，道節與坊門的關係才真正斷絕。1696年道砂去世，道節繼任為家督。1702年道策病危，當時道策細心指導兒子神谷道知（參見道策頁面），但此時道知不過十三歲三段，道策卻病危，如何能撐下本因坊家門？這情況像極了當初算砂、算悅的樣子，於是只好再學算砂那招，將道節找來，先授予準名人免狀，再託孤道知，但因道知為其子，道策偏私之於不像算砂所說的「如算悅不才，你可以進而取代」，反而規定道節「定要好好指導道知，道知絕對有名人之棋力，你不遺餘力地將他教到名人之位，但──請你不要做名人」，彼時道的已死十幾年了，但是道節本身卻很想做做名人，本想道策去世天下唯我獨尊，卻不道道策有這一手，唯唯諾諾下答應了，道策竟請當時將棋名人大橋宗桂、林玄悅、安井知哲做見證，教道節簽字「終生不做名人」的誓言，沒多久道策就去世了，後世對於此事多認為道策做得太過火了，是他一生的污点。
道策死後，道節就不參加御城碁，專心致力於指導道知，沒多久就讓道知成為天下第二的高手。但是道節雖棋力早已達名人等級，苦於誓言，一直等待機會，終於，在1710年，琉球國又來了國手薛以恭（屋良里之子利忠，「屋良」為采地，「里之子」是琉球位階，「利忠」是名乘），原來是當年被道策誇口讓四子輸掉的毛榮清（濱比嘉親雲上盛勝，因「嘉」與「賀」日語音相同，故又作濱比賀親雲上，親雲上為琉球位階之一，而琉球人名中，琉球士族之和名以封地為苗字，故日本又稱他為親雲上濱比賀）之徒，青出於藍，志學之年就獨步琉球天下，自然想找道策報仇，不想道策已死，照理說應該由最高段棋士道節來接手，但是屋良里之子指定要與道知對局，道知讓三子中盤勝。下完棋，屋良里之子援例要求道知受予段位免狀，但是彼時道知非碁所亦非最高段者，於是道節趁機與道知商量，由道節暫當名人碁所，約定事後必定奉還，道節於道知如師父般，自然不敢多說，其他兩家都下不贏道節，自然更不敢說，且眾人皆想道節早已64歲，做名人必不久，於是道節於1711年登上名人碁所。不料道節一做就做了十年，直到去世。
道節在碁所致力推廣碁道，著作不少，其中自選譜一半以上都是讓子譜，足見當時其之所向披靡。道節被後世稱為「名人因碩」，與幻庵、中村道碩齊名為井上家三大精英。其棋風與其師道策大為逕庭，道節序盤通常都下不好而損很多，但是靠著豪力而在中盤一舉推倒對方，頗有本因坊丈和的氣勢。道節死後，遺書指定道知為名人碁所，但是卻引起碁界騷動（參照道知頁面）。

## 其他

### 著作
- 《傳信錄》1706年（與本因坊道知共著、本因坊家的碁界記錄）
- 《石配通圖精修編》
- 《碁經專要集》
- 《要津定規》
- 《圍棋發陽論》（又名《不斷櫻》，為道節最有名的作品）1713年

## 外部連結
日本圍棋故事（页面存档备份，存于）